# ギラード・ツッカーマン

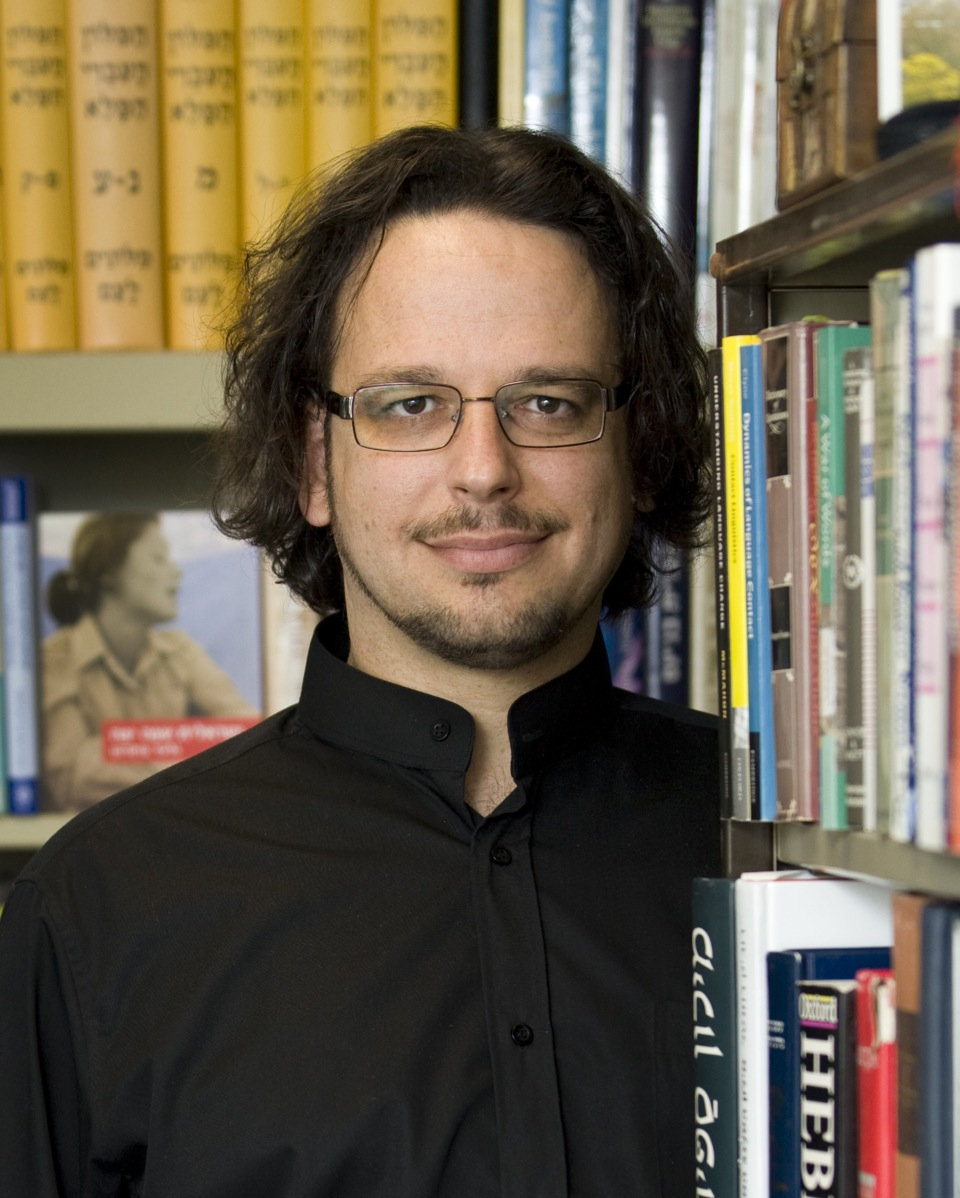
ギラード・ツッカーマン (2011)

ギラード・ツッカーマン（Ghil‘ad Zuckermann、1971年6月1日 - ）は、イスラエルとイタリアとイギリスとオーストラリアの言語学者。 オックスフォード大学Ph.D.（2000年）。イスラエルのテルアビブ生まれ。日本語での氏名は佐藤幸永（さとう ゆきなが）である。「佐藤幸永」は、ギラード・ツッカーマン (Ghil`ad Zuckermann; גלעד צוקרמן) の日本名である。中国名は諸葛漫（诸葛漫）久楽 (Zhugeman Jiule/Kiulok) 。
専門分野は言語接触、語彙論、言語復興、危機言語（危機に瀕する言語）、歴史言語学、語源学、言語と文化、世界語としての英語、ユダヤ人の諸言語、理論言語学、言語・文化・自己同一性研究。オーストラリアのアデレイド大学の言語学及び危機言語学担当の主任教授ならびに同学のオーストラリア研究評議会ディスカバリー・フェローであり、上海の華東師範大学の崗位特聘教授 (高位客員教授) も務める 。現代ヘブライ語のセム語・ヨーロッパ語雑種説、多源新語形成と迷彩・擬態借用語の分類、音訓語呂合わせ (phono-semantic matching) の分析、復興言語学、ヘブライ語の最長回文などの業績で知られる。
日本語名の「佐藤幸永」は以下のような由来に基づく。「ツッカーマン」は現代ヘブライ語なので、ヘブライ文字のツァディ צ（キリル文字のツェЦ、アラビア文字のص）の音を重視したカタカナ表記にしたが、英語ではＺ（ヅ）で発音する人が多い。日本名の由来は、もとのドイツ語でツッカーマンとは「砂糖売り」ほどの意味なので、その一部の「砂糖」（ツッカー）の「音」に日本人の苗字の一つである「佐藤」を掛けた掛詞である。こういう言葉遊びが本人の専門研究上最も気に入っている点で、専門的にみると、この命名は（１）部分翻訳（砂糖）と（２）翻訳の同音異義語を活用した迷彩（カムフラージュ）型の音合わせ（語呂合わせ）で苗字を選ぶ二段階を経た新語形成といえる。名前の「ギラード」のローマ字表記（Ghil`ad）のlとaの間に ` があるのは、ヘブライ文字のアイン ע（アラビア文字の ع）を表記したものである（アポストロフィー ’ はアレフ א を指すので注意）。「ギラード」はそのヘブライ語の意味をそのままそっくり「幸永」と漢訳し「ゆきなが」と日本人らしい名前に読み下した。これは専門的には「カルク」（仏calque）＝「直訳語」（なぞり）の例である。
中国名の「諸葛漫」（Zhugeman）は「ツッカーマン」の音に近い音を三国志の諸葛亮孔明の氏「諸葛」と浪漫（ロマン）の「漫」の北京官話の拼音から拾い、それに「ロマン的知恵者」ほどの意味が掛けてある。諸葛孔明のように頭が良いだけでなく、自由で楽しく和やかなツッカーマン本人の性格によく合致している。専門的には、原音（と目標語の人名形成ルール）に即して意味をこじつけた語呂合わせ（semanticised phonetic matching）の当て字新語形成例といえよう。「ギラード」は、その意味から、これを孔明のような字（あざな）に擬すると「久楽」となる。これは北京官話ではJiu-Leだが、客家白話でKiu-Lokと拼音すれば、それなりに原音に配慮した直訳的当て字となる。
著書には、『イスラエル語～美しい言葉』Israelit Safa Yafa（2008年Am Oved、ISBN 978-965-13-1963-1）と『現代ヘブライ語における言語接触と語彙の豊富化』Language Contact and Lexical Enrichment in Israeli Hebrew（2003年Palgrave Macmillan、ISBN 1-4039-1723-X）などがある。とくに後者は、音訓語呂合わせ（phono-semantic matching）のような言葉の擬態・迷彩借用（camouflage borrowing）の分析や「多源新語形成」（multi-sourced neologisation）の分類の社会比較言語史学的な枠組みを構築したもので、日本語の多源新語・借用語例、例えば「背広」や「倶楽部」などの例も分析に含まれている。英語、ヘブライ語、イタリア語、イディッシュ語、スペイン語、ドイツ語、ロシヤ語、中国語で論文を発表している。

## 経歴
ツッカーマンは1971年6月1日にイスラエルのテルアビブで生まれた。1987年から1989年には統合世界カレッジ（United World College）アドリア海校で学び、1989年から1993年にはイスラエル防衛軍の義務兵役についた。1993年からテルアビブ大学に進学し、同学のアディ・ラウトマン秀逸学生学際研究プログラムの研究助成を受け、1997年に同学の言語学部から修士号（MA）を最優秀で取得（summa cum laude）。1997年からはオックスフォード大学のスキャザード欧州研究員及び同学セントヒューズ・カレッジのデニーズ・スキナー大学院研究員として研究を進め、2000年にオックスフォード大学の博士号（D.Phil）を取得した。2000年からはケンブリッジ大学チャーチル・カレッジのグルベンキアン研究フェローとして同学近代中世学部言語学科に所属し、2003年にケンブリッジ大学からも形式的ではあるが博士号（PhD）を授与された。
ツッカーマンは、イギリス、アメリカ、イスラエル、シンガポール、中国、スロバキアおよびオーストラリア、例えばケンブリッジ大学東洋学部（現アジア中東学部）、シンガポール国立大学、マイアミ大学、ベン・グリオン大学ネゲブ校、クィーンズランド大学、パヴォル・ヨゼフ・シャファリク大学、上海外国語大学などで教鞭をとる他、様々な心理測定検査の予備課程でも教鞭をとり、同分野において共著作品もいくつか出版している。
ツッカーマンはロックフェラー財団のベラッジオ研究会議センター（イタリア、コモ湖、ベラッジオ、ヴィラ・セルベローニ）ハリー・ランソム人文研究センター（テキサス大学オースティン校）、言語分類学研究センター（メルボルン、ラ・トローブ大学高等研究所）、日本の国立国語研究所の研究員を歴任した。
ツッカーマンはオーストラリア、南オーストラリア州、アデレイド大学の言語学及び危機言語学担当の主任教授、同学の言語学分野におけるオーストラリア研究評議会ディスカバリー・フェローである。また、中華人民共和国のアイビー・リーグに例えられる重点大学の一つ上海外国語大学の「211崗位」特聘教授（211工程の高位客員教授）ならびに上海高校「東方学者」、華東師範大学の崗位特聘教授（高位客員教授）、ワイツマン科学研究所とエルサレム・ヘブライ大学高等研究所の客員専門科学者を務め、上海交通大学の国際化推進本部の相談役でもある。ブリル（Brill）社の出版している言語接触の学術誌Journal of Language Contactの編集委員であり、オックスフォード英語辞典（Oxford English Dictionary）のコンサルタントである。

## 社会的影響

### 学説の反響
ツッカーマンのイスラエル語すなわち現代ヘブライ語雑種説には賛否両論があり、言語学者、イスラエル国民、ユダヤ人世界においてよく知られている。賛成派では、例えばイディッシュ語研究者ドヴィド・カッツ（Dovid Katz）が、ツッカーマンのことを「考え方の新鮮なイスラエルの研究者」と呼び、現代ヘブライ語を「イスラエル・ヘブライ語」と呼ぶツッカーマンの流儀に倣い、雑種説を採用している。反対派では、例えば、著作・翻訳家のヒレル・ハルキン（Hillel Halkin）が2004年12月24日の米フォワード紙（The Forward）上で「フィロロゴス」の偽名を使ってツッカーマンの政治的たくらみを糾弾した。これに対してツッカーマンは、2004年12月28日に反論The Mendele Review: Yiddish Literature and Languageを発表した。
英ロイター通信の記事によれば、「（佐藤）の講義につめかけたイスラエルの学者たちは、みんな一様に、彼の新説を受け容れるべきか、それとも国語を防衛するために立ち上がるべきか、決めかねずにいた」。イスラエルのハアレツ紙上のオムリ・ヘルツォーグ（Omri Herzog）によれば、佐藤は同僚の間で「天才」か、そうでなければ「挑発者」だと思われている。

### オーストラリア原住民アボリジニ諸語の復興
ツッカーマンは現代ヘブライ語復興から得られた知見をオーストラリア原住民アボリジニ諸語の復興に応用している。駐豪イスラエル大使のユヴァル・ロウテム（Yuval Rotem）によれば、ツッカーマンの「アボリジニ諸語や文化の再獲得、保持、育成にかける情熱には心を打たれ」、ツッカーマンこそ2010年9月2日のオーストラリア、ニュウーサウスウェールズ州、ダッボのアリーラ・アボリジニ知識ＩＴセンターの創設の「主導者」であったという。
2012年には、ツッカーマンはオーストラリア、南オーストラリア州、エア半島の原住民バーンガーラ（Barngarla; Parnkalla）族の村人と一緒に、170年前の記録をもとにしてバーンガーラ語の再獲得運動を開始した。ツッカーマンは、イスラエルとイギリスのテレビ番組のゲストとして登場する他、オーストラリア、イスラエル、スペイン、ニュージーランド、南アフリカとドイツのラジオ番組にも出演している。
イギリス（ロイター）、アメリカ（The Forward）、カナダ（Globe and Mail）、イスラエル、オランダ、スペイン、スウェーデン、ニュージーランド、ドイツとオーストラリアの新聞にも取り上げられている。

## 言語学に対する貢献
ツッカーマンの研究は、言語接触学、語彙論、言語復興学、ユダヤ諸語、言語文化自己同一性研究に焦点を当てている。ヨシュア・フィッシュマン（Joshua Fishman）によれば、ツッカーマンは「創造的で革新的な学の巨人」であり、その言語学の手法は「ウリエル・ワインライヒ（Uriel Wienreich）の先駆的業績を思い起こさせるもので、まさに、その後継者といってよい」。ツッカーマンの業績全体を通して、それが語彙論の項目であれ、文法構成、言語の系図的位置付、言語の純粋性の追求（purism）、言語は教え矯正するものという捉え方（prescriptism; normativism）、他語との対照における自語の定義（othering）、言語の世界化（globalisation）であれ、その分析には混淆性（syncretism）、雑種性（hybridity）、多重因果関係（multiple causation）、再強化（reinforcement）、無意識下の影響（subconscious influence）、生き残り（survival）、迷彩・擬態（camouflage）などの主題が見受けられる。

### 歴史言語学～現代ヘブライ語の性格付
ツッカーマンによれば、「イスラエル語」は、ヘブライ語、イディッシュ語の他、ロシヤ語やポーランド語などの諸言語から同時的に派生したセム語とヨーロッパ語の雑種であるという。ツッカーマンの提示するこの複数母語交雑モデル（multi-parental hybridisation model）は、現代イスラエル語とは古代ヘブライ語が復活したものであるという伝統的な「復活説」の見方とも、あるいは現代イスラエル語はイディッシュ語の語彙をいくつか古代ヘブライ語の語彙に転換しただけのものであるとする「語彙置換説」（relexification）の立場とも、どちらとも対置される 。ツッカーマンの複数母語交雑モデルには、歴史言語学における「系図」分析（family tree tool）いわば「血統」分析を相対化させる意義がある。
ツッカーマンは現代ヘブライ語（Israeli Hebrew）をイスラエル語（Israeli）と呼び、系図学的には印欧語（ゲルマン、スラブ、ロマンス各語）と亜亜（アフリカ・アジア）語（セム語）の両方に源を有すると主張している。この説は、現代ヘブライ語は文語としてのヘブライ語を継承しているだけではなく、ヘブライ語復興者たちが話していたイディッシュ語、ポーランド語、ロシヤ語、ドイツ語、英語、ラディーノ語（イベリア半島のスファラージ・ユダヤ人が話し、ヘブライ文字で記録したユダヤ・スペイン語）、アラビア語その他の言語をも継承しているというものである。ツッカーマンの雑種モデルはまとまりの原則（congruence principle）と創始者原則（founder principle）の二つの原則から成る。
まとまりの原則によれば、特定の言語学的特徴がより多くの寄与言語に顕れていればいるほど、それは目標言語にもよりはっきりと存続している。特徴の蓄積の統計にもとづき、一つの語彙が同時に多数の語源を持ちうることを認める「まとまりの原則」は歴史言語学における系図分析（family tree tool）と対置される。まとまりの原則は、語彙置換（relexification）モデル、例えば、現代ヘブライ語は語彙を文語ヘブライ語彙に置き換えたイディッシュ語に過ぎないので、印欧語の一種であるというような、文法をそのままに語彙を他言語語彙にすっかり置き換えたものだという見方に異論を唱えている。
創始者原則は、創始者の人口が新興語形成に与えた影響の大きさを重視する。従って、「現代イスラエル語の生成期においてヘブライ語復興者とイスラエルの地の最初の入植者の大多数の母語がイディッシュ語であったので、イディッシュ語は現代ヘブライ語の第一義的な寄与言語であるといえる」。ツッカーマンによれば、ヘブライ語復興者たちはヘブライ語をセム語の文法と発音で話すことを望でいたけれども、ヨーロッパに生まれ育ったアシュケナージ・ユダヤ人の身に染みついた習性を取り除くことはできず、ヨーロッパに起源を持つことを拒否し、流浪の歴史（diasporism）を否定し、雑種性（イディッシュ語に反映されている）を忌避することに失敗した。「もし、ヘブライ語復興者が、例えばモロッコ出身のアラビア語を話すユダヤ人たちだったならば、現代ヘブライ語は、系図学的、分類学的に見て、はるかに今よりセム語的な、全く異なった言語になっていただろう。創始者が現代ヘブライ語に与えた影響はその後の移民の与えた影響とは比較にならないほど大きい」。この創始者原則は、現代ヘブライ語は古代ヘブライ語が復興されたものであるから亜亜（アフリカ・アジア）語（セム語）系であるという伝統的な復興説に異論を唱えている。
ツッカーマンは、もはや話されなくなった言語を復興させる場合、それは雑種にならざるを得ないと結論する。

### 語彙論～擬態迷彩借用の分析
ツッカーマンの多源新語形成説（multi-sourced neologisation）はエイナー・ホーゲン（Einar Haugen）の語彙借用の古典的分類に異論を唱える。ホーゲンは借用語を代用語と輸入語に分類するが、ツッカーマンは擬態・迷彩借用（camouflaged borrowing）の形での「同時、代用輸入」（simultaneous substitution and importation）説を唱える。それは「多源新語」（multi-sourced neologisms）すなわち、同時に二つ以上の語源から引き出された語彙を分類する。多源新語形成の例としては、音合わせ（phonetic matching）、意味を汲んだ音合わせ（semanticised phonetic matching）、音訓合わせ（phono-semantic matching）がある。音訓合わせは直訳（calaquing）とは異なる。直訳は言葉を意訳するが、音合わせ（phonetic matching）ないし語呂合わせ、つまり原語の音を目標言語の形態素の近似音を借用して維持することはない。『現代ヘブライ語における言語接触と語彙の豊富化』（Language Contact and Lexical Enrichment in Israeli Hebrew）は現代ヘブライ語と中国語、日本語、トルコ語、アラビア語、エストニア語、イディッシュ語やクレオール雑種諸語における音訓語呂合わせの比較研究を行ったツッカーマンの主著である。同書はLinguist List（言語学者の一覧サイト）の書評で絶賛された他、ジェイムズ・マティゾフ（James Matisoff）の「魅力的で多彩な・・・言語の持つ創造性の讃歌」との批評の他、ジェフリー・ヒース（Jeffrey Heath）、ジェフリー・ルイス（Geoffrey Lewis）からも高い評価を得た。
ツッカーマンは結論として言語設計の専門家を自認する人たち、例えばヘブライ語アカデミー（Academy of the Hebrew Language）も、民間人あるいは宗教指導者の間で行われている語源の通俗的な説明と同じ技法を用いるべきだと主張する。ツッカーマンは、語彙学者（辞典編者）や語源学者も、語彙の擬態・迷彩借用（camouflaged borrowing）や多源新語形成が広く行われている実態を直視して、多源新語素に単一語源を押し付けるようなことは慎むべきだと論じている。

### 言語復興～言語再獲得の普遍的な制約と機能の探索
ツッカーマンは言語復興（Revival Linguistics）を言語記録（documentary linguistics）を補完する言語学の新しい一分野として位置付け、特に、（１）もはや話されなくなった言語の復活（言語の再獲得language reclamation）だけでなく、（２）言語離れ（language shift）、すなわち、一言語（例えば日本語）の話し手・担い手が別の言語（例えば英語）の習得に力を入れて母語を継承しなくなる傾向の逆転（言語の再生ないし再活性化language renewal or revitalisation）の試みを体系的、一般的、学術的に分析することを目指している。ツッカーマンの「言語復興学」は言語接触学（contact linguistics）を模範とした命名で、言語の再獲得や再生ないし再活性化の普遍的な制約と仕組みを探求することなどから構築される。それは、言語復興の事例のいくつかの比較検討から得られた知見を応用し、地球上の眠れる言語たちを目覚めさせようとする各地各様の取り組みにおける諸々の議論の間に科学的な橋渡しができるようにする学問である。

### 言語表記と言語形成～漢字の特徴を活かした当て字文化
ツッカーマンは、北京官話と明治以降の日本語における音訓語呂合わせ（phono-semantic matching）の事例の探索の結果、漢字は多機能的であると結論付けた。すなわち、漢字は疎義的（cenemic＝意味が疎、つまり音描写的phonographic）であり、「密義的」（pleremic＝意味が密、つまり訓描写的logographic）であり、そして疎義的であると同時に密義的（つまり音訓描写的）でもあるという多機能性を持つ。例えば、日本語では、イギリスの紳士服を言い表すのに「背広」という二つの漢字を当てて、その意味をもって紳士服を着た後姿を写すと同時に、その訓読みの音「セビロ」をもってロンドンの紳士服の仕立屋が軒を並べた通り「サェヴィル・ロゥ」（Saville Row）に掛けた掛詞にした例、また英語のクラブ（club）を言い表すのに「倶楽部」という三つの漢字を当てて、その音を表現すると同時に「倶に楽しむ部屋」という意味をも表現した事例などが、この漢字の多機能性をよく表している。ツッカーマンは、以上の当て字事例から、「言語はどのような文字で書かれようとも同じである」というレオナード・ブルームフィールド（Leonard Bloomfield）説は不正確であり、「もし中国人がローマ字を使用していたら、中国語の語彙のうち数千はそもそも出来なかったか、全く別の形の語彙になっていたであろう」と主張している。

### 言葉遊び～文学のルールとゲーム
ツッカーマンの趣味の一つは回文作りである。現代ヘブライ語でこれまでのところ史上最長の回文を作り、しかも意味のある物語が出来たという。
また、一つの詩で二つの言語（イタリア語とヘブライ語）のどちらでも意味のある詩を作ったという。